# Billy Joe Royal
Billy Joe Royal (3 de abril de 1942 — 6 de outubro de 2015) foi um cantor norte-americano de música pop e country. Sua canção de maior sucesso foi "Down in the Boondocks", gravada em 1965.